# Maribel Vinson
Maribel Yerxa Vinson-Owen (ur. 12 października 1911 w Winchester, zm. 15 lutego 1961 w Berg) – amerykańska łyżwiarka figurowa startująca głównie w konkurencji solistek. Brązowa medalistka olimpijska z Lake Placid (1932) i uczestniczka igrzysk olimpijskich (1928, 1936), medalistka mistrzostw świata i Europy, mistrzyni Ameryki Północnej (1937) oraz 9-krotna mistrzyni Stanów Zjednoczonych (1928–1933, 1935–1937). W konkurencji par sportowych zdobyła trzy medale mistrzostw Ameryki Północnej (zwycięstwo w 1935 roku) oraz sześć tytułów mistrzyni Stanów Zjednoczonych (1928, 1929, 1933, 1935–1937). Po zakończeniu kariery amatorskiej występowała w rewiach wraz z mężem oraz została trenerką łyżwiarstwa m.in. Tenley Albright.
Była żoną kanadyjskiego łyżwiarza Guya Owena. Pobrali się w Ottawie 3 września 1938 r. Miała dwie córki Maribel Yerxa (1940–1961) oraz Laurence „Laurie” Rochon (1944-1961). Po śmierci męża w 1952 roku zamieszkała w Massachusetts. Jej obie córki były łyżwiarkami figurowymi, a w 1961 roku obie zostały mistrzyniami Stanów Zjednoczonych: Maribel w parach sportowych, a Laurie w konkurencji solistek.
15 lutego 1961 roku Maribel wraz z obiema córkami zginęła w katastrofie lotniczej w drodze do Pragi na mistrzostwa świata 1961. W katastrofie zginęły 73 osoby, a mistrzostwa odwołano.

## Osiągnięcia

### Solistki
| Zawody                           | 1926           | 1927           | 1928           | 1929           | 1930           | 1931           | 1932           | 1933           | 1934           | 1935           | 1936           | 1937           |                |                |                |                |                |
| Międzynarodowe                   | Międzynarodowe | Międzynarodowe | Międzynarodowe | Międzynarodowe | Międzynarodowe | Międzynarodowe | Międzynarodowe | Międzynarodowe | Międzynarodowe | Międzynarodowe | Międzynarodowe | Międzynarodowe | Międzynarodowe | Międzynarodowe | Międzynarodowe | Międzynarodowe | Międzynarodowe |
| -------------------------------- | -------------- | -------------- | -------------- | -------------- | -------------- | -------------- | -------------- | -------------- | -------------- | -------------- | -------------- | -------------- | -------------- | -------------- | -------------- | -------------- | -------------- |
| Igrzyska olimpijskie             |                |                | 4              |                |                |                | 3              |                |                |                | 5              |                |                |                |                |                |                |
| Mistrzostwa świata               |                |                | 2              |                | 3              | 4              | 4              |                | 5              |                |                |                |                |                |                |                |                |
| Mistrzostwa Europy               |                |                |                |                |                |                |                |                | 3              |                |                |                |                |                |                |                |                |
| Mistrzostwa Ameryki Północnej    |                |                |                | 2              |                |                |                |                |                | 2              |                | 1              |                |                |                |                |                |
| Krajowe                          |                |                |                |                |                |                |                |                |                |                |                |                |                |                |                |                |                |
| Mistrzostwa Stanów Zjednoczonych | 3              | 2              | 1              | 1              | 1              | 1              | 1              | 1              |                | 1              | 1              | 1              |                |                |                |                |                |

### Pary sportowe

#### Z Hillem
| Zawody                           | 1930           | 1931           | 1932           | 1933           | 1934           | 1935           | 1936           | 1937           |                |                |                |                |                |                |                |                |                |
| Międzynarodowe                   | Międzynarodowe | Międzynarodowe | Międzynarodowe | Międzynarodowe | Międzynarodowe | Międzynarodowe | Międzynarodowe | Międzynarodowe | Międzynarodowe | Międzynarodowe | Międzynarodowe | Międzynarodowe | Międzynarodowe | Międzynarodowe | Międzynarodowe | Międzynarodowe | Międzynarodowe |
| -------------------------------- | -------------- | -------------- | -------------- | -------------- | -------------- | -------------- | -------------- | -------------- | -------------- | -------------- | -------------- | -------------- | -------------- | -------------- | -------------- | -------------- | -------------- |
| Igrzyska olimpijskie             |                |                |                |                |                |                | 5              |                |                |                |                |                |                |                |                |                |                |
| Mistrzostwa świata               |                | 5              |                |                |                |                | 5              |                |                |                |                |                |                |                |                |                |                |
| Mistrzostwa Ameryki Północnej    |                |                |                |                |                | 1              |                | 2              |                |                |                |                |                |                |                |                |                |
| Krajowe                          |                |                |                |                |                |                |                |                |                |                |                |                |                |                |                |                |                |
| Mistrzostwa Stanów Zjednoczonych | 2              | 2              | 2              | 1              |                | 1              | 1              | 1              |                |                |                |                |                |                |                |                |                |

#### Z Coolidge
| Zawody                           | 1928           | 1929           |                |                |                |                |                |                |                |                |                |                |                |                |                |                |                |
| Międzynarodowe                   | Międzynarodowe | Międzynarodowe | Międzynarodowe | Międzynarodowe | Międzynarodowe | Międzynarodowe | Międzynarodowe | Międzynarodowe | Międzynarodowe | Międzynarodowe | Międzynarodowe | Międzynarodowe | Międzynarodowe | Międzynarodowe | Międzynarodowe | Międzynarodowe | Międzynarodowe |
| -------------------------------- | -------------- | -------------- | -------------- | -------------- | -------------- | -------------- | -------------- | -------------- | -------------- | -------------- | -------------- | -------------- | -------------- | -------------- | -------------- | -------------- | -------------- |
| Mistrzostwa Ameryki Północnej    |                | 3              |                |                |                |                |                |                |                |                |                |                |                |                |                |                |                |
| Krajowe                          |                |                |                |                |                |                |                |                |                |                |                |                |                |                |                |                |                |
| Mistrzostwa Stanów Zjednoczonych | 1              | 1              |                |                |                |                |                |                |                |                |                |                |                |                |                |                |                |

## Nagrody i odznaczenia
- Światowa Galeria Sławy Łyżwiarstwa Figurowego – 2002[7]
- Amerykańska Galeria Sławy Łyżwiarstwa Figurowego – 1994, 2011[8]